# 没線彩画描法
没線彩画描法（もっせんさいがびょうほう）は、明治時代の日本画家・横山大観、菱田春草が考案した画法。

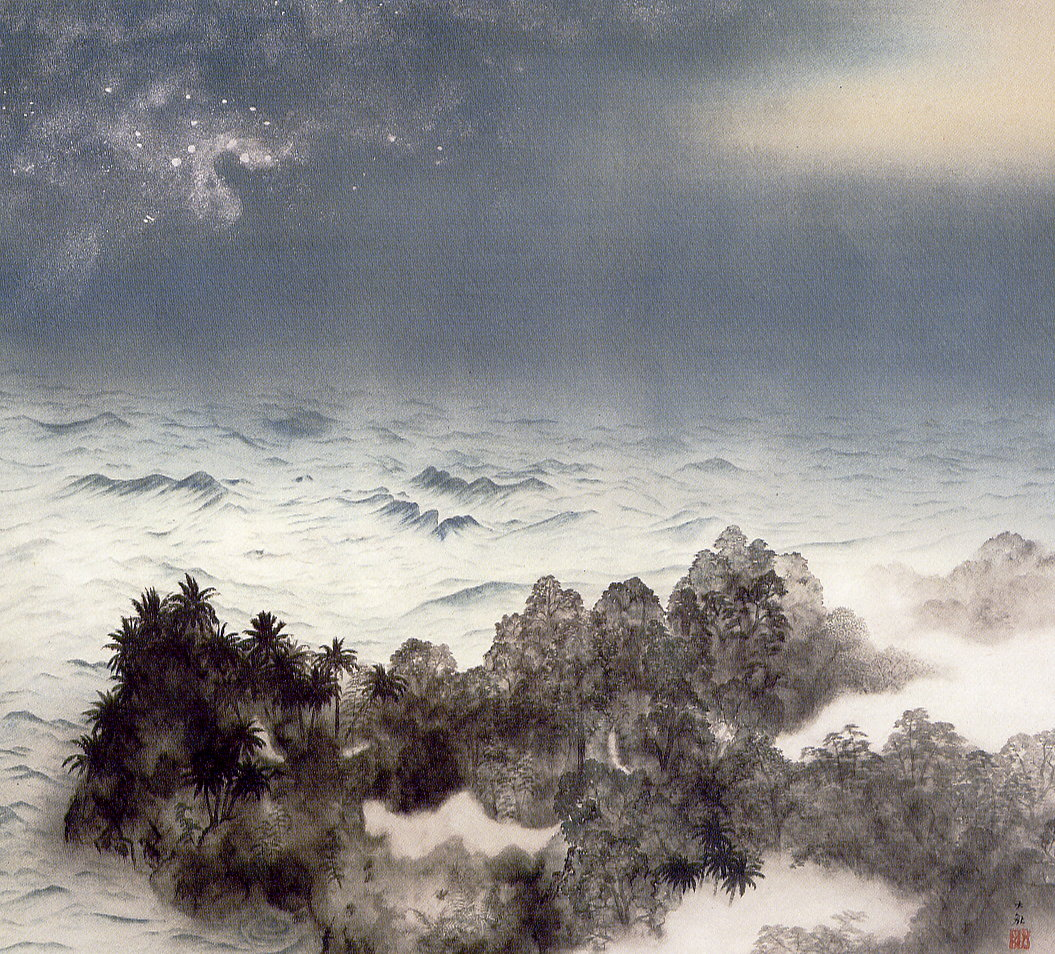
横山大観「南溟の夜」（1944年）

## 概要
大観と春草が考案した「朦朧体（没線描法）」の弱点である混濁（色が混ざりあって暗く濁っている状態）を克服するため、発色の良い西洋絵具を用いた明瞭な色彩表現が特徴である。
西洋絵具は、大観と春草が欧米外遊の際に入手したものである。大観は、現地で印象派やラファエル前派の西洋画家たちの作品を観て、その明るい色彩に強い興味を持ち、春草は、明るい色彩に江戸時代の琳派との共通点を見出し、日本に帰国した後は西洋的な写実表現と古典的な装飾表現を組み合わせた作風を展開した。

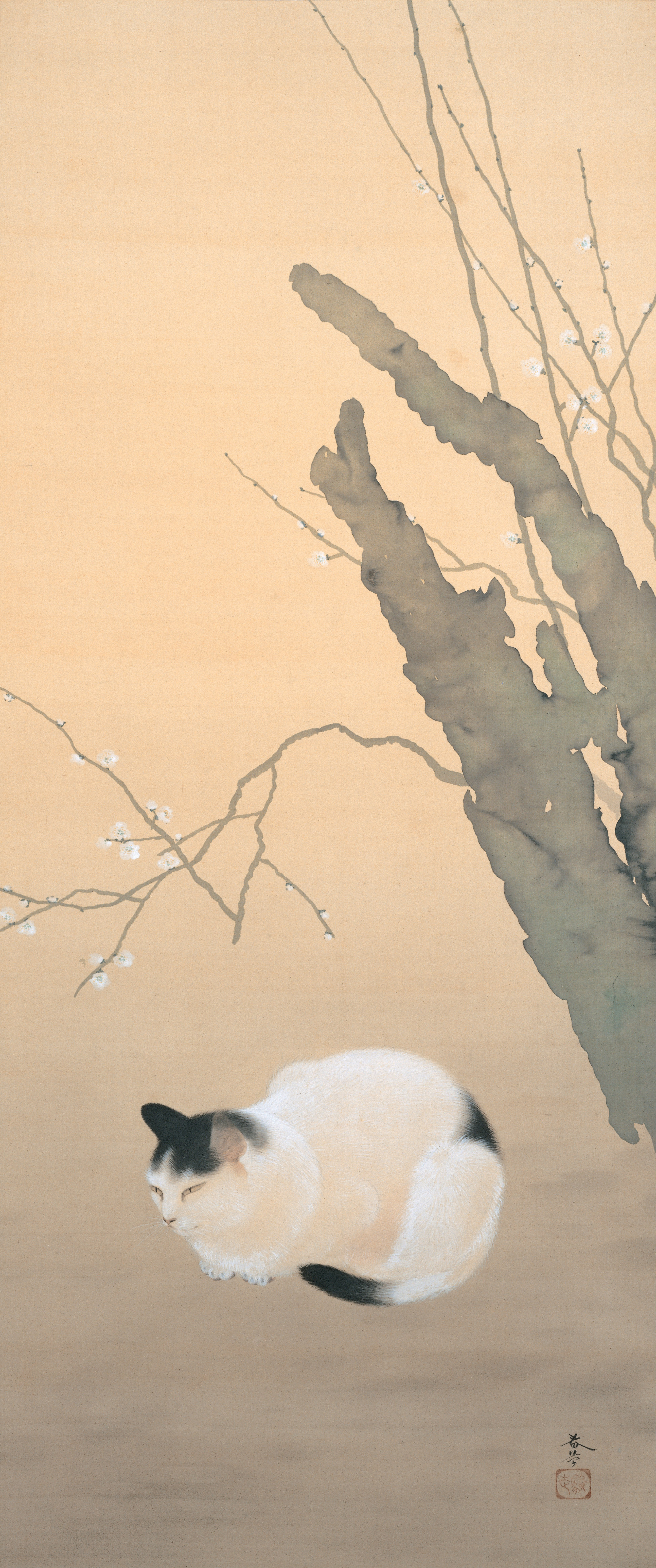
菱田春草「猫梅」（1906年）

## 影響
それまで酷評されていた朦朧体の評価を一変させ、大観と春草が日本画家として世間に認められる転換点となった。